# Zuma Rock
Zuma Rock veliki je prirodni monolit ili otočna gora (inselberg), magmatska intruzija sačinjena od gabra i granodiorita smještena u Madalli u saveznoj državi Niger u Nigeriji. Nalazi se zapadno od glavnog grada Nigerije Abuje uz glavnu cestu do Kadune kod Madalle, a ponekad se naziva i »Vrata u Abuju iz Suleje«. Nekada se smatralo da se nalazi na teritoriju savezne prijestolnice, ali zapravo se nalazi na gornjem kraju Madalle, ruralnog naselja na području lokalne uprave Suleja u državi Niger. 
Zuma Rock uzdiže se na otprilike 300 metara nad okolnim područjem. Vrlo je visok u odnosu na nigerijski reljef. Viši je od stijena Aso Rock i Olumo Rock zajedno.
Zuma Rock prikazan je na novčanici od 100 naira. Narod Gbagyi koristio se njome pri obrambenom povlačenju protiv invazije susjednih plemena tijekom međuplemenskih ratova.

## Podrijetlo
Stijenu je u 15. stoljeću otkrio narod Zuba iz države Niger, koji ju je nazvao zumwa, što bi u prijevodu moglo značiti »mjesto biserki«. Bilo je poznato da se do 15. stoljeća konfederacija Kwararafa (Kororofa) počela širiti po svim sjevernim područjima Nigerije. Današnji Zube bili su dio naroda Kwararafe, koje se danas naziva ili identificira pod imenom Koro. Oni su dio Jukuna koji su u dijaspori. Njihovi preci proširili su se iz carstva Kwararafa, putovali zapadno kroz današnju Lafiju, zatim kroz današnje područje Keffi, a potom u staro područje Abuja, koje također još nije postojalo kao takvo. Njihovi proricatelji rekli su im da se ne smiju nastaniti dok ne stignu do jedne divne stijene, daleko ispred njih. Nastavili su se kretati, približavajući se Zuma Rocku sve dok nisu naišli na nju usred guste šume. U šumi se narod nastanio u radijusu od jedne milje oko stijene i osnovao naselja kao što su Shinapa (gdje su bili njihove vođe), Chaci, Luki, Esa, Zumwa, Yeku, Huntu, Wagu s gornje zemlje i Wagu s donje zemlje.

## Lokalne legende
Zuma Rock, smješten pet milja jugoistočno od Suleje, nije samo geološko čudo već i mjesto prožeto lokalnim folklorom i legendama. Prema narodu Gwari, domorodačkom stanovništvu okolnog područja, Zuma Rock ima duboko duhovno značenje. Jedna prevladavajuća legenda među narodom Gwari tvrdi da je Zuma Rock božanstvo, koje djeluje kao zaštitnik za one koji žive u njegovoj sjeni.
Lokalna vjerovanja pripisuju Zuma stijeni iscjeliteljsku moć, a postoje i izvještaji o pojedincima koji tvrde da su doživjeli nevjerojatan oporavak nakon posjeta ili molitve na mjestu.[nedostaje izvor]

### Selo 'fetiša'
Duboko unutar guste šume koja je okruživala stijenu postojalo je selo plemena Koro, koje je nadzirao njihov poglavica, svećenik božanstva stijene. Ovo božanstvo povezano je s malom stijenom unutar sela gdje se vjerovalo da se prinose žrtve. Kaže se da stanovnici ovog šumskog sela štite stijenu, sprječavajući strance da dođu do nje. Prevladavalo je vjerovanje da nitko nikada nije stigao do podnožja stijene zbog praznovjerja i straha od prokletstva. Osim toga, vjerovalo se da je samo selo skriveno od pogleda. Povijesno gledano, emir od Abuje slao je godišnje žrtve – crnog vola, crnog jarca i crnog psa – čuvarima stijene kao žrtve božanstvu. Te su žrtve prinosili seljaci iz Chachija, kojima je bilo dopušteno komunicirati sa čuvarima zbog njihovih zajedničkih plemenskih veza.
Tijekom 1940-ih, okružni službenici Abuje, Sarkin Malamai i Sulaimanu Barau, koji je kasnije postao emir Abuje, pridružili su se tadašnjem načelniku Zube kako bi posjetili stijenu i selo fetiša »kako bi saznali istinu o stijeni«. Mještani su pokušavali odagnati istraživače, upozoravajući na kletve i odbijanje svećenika da se sastane s njima. Svećenik je opisan kao zapušten, gol čovjek, a seljani su bili poznati po prinošenju ljudskih žrtava kako bi zadovoljili svoje božanstvo. Ne obazirući se na upozorenja, skupina je započela svoje putovanje najprije posjetom Chachiju. Ljudi iz Chachija odbili su ih odvesti do sela fetiša, ali su pristali pokazati kako da donde dođu. Kad su stigli u selo, naišli su na gostoljubive stanovnike koji su govorili »pravi« jezik hausa. Za razliku od opisa koje su ranije čuli, svećenik je »bio kao i drugi ljudi, propisno odjeven i obrijan kao i mi«. Kada su ga ispitivali o prinošenju ljudskih žrtava, rekao je da nije čuo da se to događa, već da se možda prakticiralo u prošlosti. Međutim, pojasnio je da se žrtvovanje životinja još uvijek prakticira i da je usmjereno prema njihovim precima i duhovima bivših svećenika, a ne prema samoj stijeni.

### Današnjica
Oko stijeme Zuma Rock i danas se pletu brojne misteriozne priče. Neki lokalni stanovnici pričaju o nevidljivim zlim duhovima koji žive u utrobi stijene. Drugi ga smatraju brlogom za ritualiste, skrivenim hramom za inicijaciju u svijet okultnog i prebivalištem odvažnih naoružanih pljačkaša koji ondje traže privremeno utočište kad god završe uspješnu operaciju i žele podijeliti svoj plijen ili kad su im sigurnosne agencije na tragu.
Nedaleko stijene nalazi se nedovršena bijela građevina poznata kao Zuma Rock Hotel. Neki stanovnici tog područja vjeruju da je hotel bio ukleta zona, pa su ga vlasnici napustili. Tijekom istraživanja područja i pokušaja odgonetanja priča, stanovnici koji žive u krugu stijene dali su različite izjave. Neki smatraju da su se zli duhovi preselili, dajući ljudima oduška da se sada počnu baviti zemljoradnjom na parcelama zemlje u blizini stijene. Ipak, neki su stanovnici rekli da zli duhovi još uvijek žive u utrobi stijene i da pokazuju čudne moći, posebno tijekom neparnih noćnih sati.

## Vanjske poveznice
|  | Zajednički poslužitelj ima još gradiva o temi Zuma Rock |